# Anoka, Minnesota
Anoka är administrativ huvudort i Anoka County i delstaten Minnesota. Enligt 2020 års folkräkning hade Anoka 17 921 invånare.

## Kända personer från Anoka
- Gretchen Carlson, TV-programledare